# 16625 Kunitsugu
16625 Kunitsugu (1993 HG1) là một tiểu hành tinh vành đai chính được phát hiện ngày 20 tháng 4 năm 1993 bởi K. Endate và K. Watanabe ở Kitami.